# 2006 par pays en Europe
Chronologie de l’Europe
- 2002
- 2003
- 2004
- 2005
- 2006
- 2007
- 2008
- 2009
- 2010

Chronologie de l'Europe : Les évènements par pays de l'année 2006 en Europe. Les évènements thématiques sont traités dans 2006 en Europe
2004 par pays en Europe - 2005 par pays en Europe - 2006 - 2007 par pays en Europe - 2008 par pays en Europe

## Continent européen

### Allemagne
- 20 novembre : Fusillade de l’école d’Emsdetten, Sebastian Bosse, un ancien élève de l'école âgé de 18 ans blesse au total 22 personnes avant de se donner la mort, 38 minutes après le début de la fusillade.
- 9 juin, Sport : début de la XVIIIe Coupe du monde de football en Allemagne. Le tournoi prendra fin le 9 juillet.
- 1er juillet, Sport : coupe du monde de football : l'Équipe de France élimine Équipe du Brésil sur un score final de 1-0, et se qualifie pour les demi-finales face au Portugal.
- 4 juillet, Sport : l'Équipe d'Allemagne de football est éliminée par la Équipe d'Italie de football 2 à 0 dans les 2 dernières minutes de la 2e mi-temps de la prolongation.
- 5 juillet, Sport : coupe du monde de football : l'Équipe de France se qualifie pour la finale où elle sera opposée à la Squadra Azzurra en éliminant le Portugal sur un score final de 1 à 0.
- 9 juillet : fin de la Coupe du monde de football de 2006. L'Italie remporte le titre face à la France après la séance de tirs au but (1-1 à la fin du temps règlementaire).
- Du 14 au 23 juillet : cérémonies du 800e anniversaire de la ville de Dresde fondée en 1206.

### Belgique
- 1er janvier : entrée en vigueur de la loi interdisant de fumer sur son lieu de travail.
- 12 avril :  tragique assassinat de Joe Van Holsbeeck dans la gare centrale de Bruxelles.
- 23 avril :  nouvelle Marche Blanche dans les rues de Bruxelles, près de dix ans après la première (20 octobre 1996) à la suite du meurtre de Joe Van Holsbeeck, 17 ans. Joe avait été poignardé lors du vol de son lecteur MP3 le 12 avril 2006 en pleine gare centrale à Bruxelles. Cette marche aura mobilisé près de 80 000 personnes.
- 4 mai :  dépôt de la proposition de décret spécial instituant une constitution wallonne, au parlement wallon.

### Espagne
- 27 février :  le militant nationaliste basque de l'ETA, Igor Angulo, 32 ans, condamné à une peine de 34 ans de prison, et incarcéré depuis 1996, se pend dans sa cellule, de la prison de Cuenca, en Castille-La Manche.
- 22 mars :  l'organisation séparatiste basque ETA annonce un cessez-le-feu permanent en justifiant sa décision par la nécessité de « faire avancer le processus démocratique au Pays basque afin de construire un nouveau cadre dans lequel nos droits en tant que peuple seront reconnus ».
- 9 juin : à Cehegín (province de Murcie), alternative de Alejandro Talavante, matador espagnol.

### France
- 1er janvier :
  - Mise en œuvre de la loi organique relative aux lois de finances au sein de l'État.
  - Création de la Banque postale, filiale de la Poste, qui remplace les services financiers déjà existants.
- 10 janvier : une étude de L'UFE (Union des familles en Europe) affirme qu'il y a plus de 2 millions d'enfants pauvres en France.
- 7 mars :  mobilisation très forte anti-CPE (Contrat Première Embauche): plus d'un million de jeunes et d'employés qui dénoncent les conditions du CPE qui permet à un employeur de demander au salarié une période d'essai de 2 ans et de pouvoir le licencier sans aucun motif pendant cette période d'essai.
- 11 mars :  les CRS évacuent de force les étudiants enfermés depuis trois jours dans la Sorbonne pour protester contre le contrat première embauche (CPE).
- 13 mars : le Français Stéphane Mifsud établit le record du monde d'apnée dynamique avec palmes à 213 m en piscine.
- 4 avril :  grève nationale : Manifestation anti-CPE dans des dizaines de villes de France rassemblant environ 1 million de manifestants selon la police et 3 millions selon les organisateurs.
- 22 avril, Sport :  finale de la Coupe de la Ligue de football au Stade de France. L'AS Nancy Lorraine s'impose par 2 buts à 1 face à l'OGC Nice.
- 29 avril, Sport :  finale de la coupe de France au Stade de France. Paris Saint-Germain contre Olympique de Marseille résultat: 2-1
- 20 mai : le président Jacques Chirac inaugure la mise en service des deux premières lignes du tram-train à Mulhouse.
- 21 mai :  inauguration de la troisième ligne de tramway de Grenoble.
- 22 mai :  Dominique Perben, ministre des transports, présente son plan pour le renouvellement du réseau ferroviaire.
- 26 mai : Anne Kerkhove est élue présidente nationale de la Fédération des parents d’élèves de l’enseignement public.
- 1er juin : Fusion entre Wanadoo et Orange du groupe France Telecom qui donnera la marque Orange.
- 11 juin, sport : le joueur de tennis Rafael Nadal remporte pour la deuxième fois consécutive les Internationaux de France de tennis.
- 20 juin : inauguration du Musée du quai Branly par Jacques Chirac.
- 27 juin, sport : la France gagne 3 à 1 face à l'Espagne lors de la coupe du monde organisée par la FIFA en Allemagne ; elle est donc qualifiée pour jouer contre le Brésil.
- 1er juillet, sport : départ du Tour de France à Strasbourg. Trois des principaux favoris ont été écartés de la ligne de départ.
- 17 juillet, culture : création, à Avignon, dans la Cour d'honneur du Palais des papes, dans le cadre du Festival d'Avignon, de la pièce de Maxime Gorki Les Barbares, mise en scène par Éric Lacascade, qui offre une sorte de reconnaissance internationale à une pièce méconnue de l'écrivain russe, un siècle après qu'elle a été écrite (1905).

### Italie
- 10 février :  cérémonie d'ouverture des XXes Jeux olympiques d'hiver à Turin. Les Jeux olympiques se déroulent du 11 février au 26 février.
- 26 février : cérémonie de clôture des  XXes Jeux olympiques d'hiver à Turin.
- 1er avril :  Abdul Rahman Jawed arrive à Rome et remercie le pape Benoît XVI et le gouvernement italien pour l'avoir accueilli alors qu'il était menacé de mort dans son pays.
- 9 et 10 avril :  élections législatives 2006 en Italie, qui marquent la victoire de Romano Prodi, leader de la coalition de gauche l'Union, à une très faible majorité pour la Chambre des députés de 49,805 % des voix contre 49,739 % pour la Maison des libertés de droite. Silvio Berlusconi, leader de cette coalition, refuse la victoire de la gauche, et demande le recomptage des voix et la formation d'une grande coalition.
- 11 avril :  arrestation dans une ferme de Corleone en Sicile, de Bernardo Provenzano, Parrain des Parrains de Cosa Nostra, la Mafia Sicilienne, en cavale depuis 43 ans.
- 9 juillet : L'italie remporte la coupe du monde de football contre la France 1-1 (5-3) apres tirs au but.
- 14 juillet, Sport : dans le scandale des matches truqués du championnat de football italien, la Juventus, la Fiorentina et la Lazio Rome sont reléguées en série B (2e division). La quatrième équipe concernée, le Milan AC, reste en Série A, mais est pénalisée de 8 points. (Milan ne devait dans un premier temps pas disputer la Ligue des Champions, mais a finalement obtenu gain de cause)

### Monténégro
- 21 mai :  le Monténégro vote à 55,4 % en faveur de l'indépendance.
- 3 juin : proclamation de l'indépendance du Monténégro.
- 28 juin : admission du Monténégro à l'ONU en tant que 192e État membre.

### Royaume-Uni
- 21 avril : la reine Élisabeth II fête ses 80 ans.
- 25 juillet, sport : Tiger Woods, numéro 1 mondial du golf, remporte la 135e édition du British Open et sa 3e victoire dans ce tournoi majeur.

### Russie
- 26 février : accord de principe russo-iranien sur la création d'une société conjointe d'enrichissement de l'uranium iranien en Russie.

### Serbie
- 5 juin : la Serbie se proclame héritière de l'ex-Serbie-et-Monténégro.

### Suède
- 25 juillet :  accident nucléaire à la centrale nucléaire de Forsmark.

### Suisse
- 1er janvier  : Moritz Leuenberger prend ses fonctions de président de la Confédération.

### Union européenne
- 1er janvier  : l'Autriche prend pour six mois la présidence tournante de l'Union européenne, succédant au Royaume-Uni.
- 1er juillet : départ du Tour de France à Strasbourg. Trois des principaux favoris ont été écartés de la ligne de départ.
  - Union européenne : entrée en vigueur de la directive sur la restriction des substances dangereuses dans l'électronique.

### Vatican
- 1er janvier  : durant la messe du Nouvel An, consacrée au thème de la paix, célébrée dans la basilique Saint-Pierre de Rome, le pape Benoît XVI a appelé l'ONU à une conscience renouvelée de ses responsabilités pour promouvoir la justice, la solidarité et la paix dans le monde.